# اگتیرت
اگتیرت (به انگلیسی: Agthirth) یک منطقهٔ مسکونی در هند است که در کارناتاکا واقع شده‌است.